# Рис
Вижте пояснителната страница за други значения на Рис.
Рисът (Lynx lynx), наричан още евроазиатски рис, е хищен бозайник от семейство Коткови. Той е представителят от семейството, живеещ на най-северна ширина и обитаващ един от най-обширните ареали. Рисът е трети по големина хищник в Европа и същевременно най-едрата котка на континента. Единствено кафявата мечка и вълкът са по-едри, а иберийският рис и дивата котка са съответно два и четири пъти по-малки от него. „Пискюлите“ на върха на ушите, късата опашка и тяло, поставено на сравнително дълги и дебели крака, му придават интересен външен вид. Това обаче са част от приспособленията, даващи му предимство за успешен лов и оцеляване при сурови условия.
Рисът е животно, митологизирано от много народи. Древните гърци се възхищавали на острото зрение на голямата котка. „Ostrovid“ е името, с което някои западнославянски народи описват вида. Потайността и ловкостта на риса са другите му качества, които всяват респект у древните народи. Първите документирани сведения за наличието на рисове по българските земи са от 1862 г. Дълго преди това обаче българите приемат това животно като нечисто, поради потайния хищнически живот и спорадичните нападения над домашния добитък. След края на Втората световна война рисът изчезва от българската природа и е вписан като изчезнал вид в Червената книга на България (1985). Към началото на 21 век съществуват вече сигурни сведения за завръщането му по българските планини.

## Физическа характеристика
Евроазиатският рис е най-едрият представител от род Рисове. Дължината на тялото му е от 70 до 130 cm, височината при холката до 65 – 70 cm. Тежи между 12 и 35 kg, като някои сибирски екземпляри достигат до 38 kg и дори до 45 kg. Обикновено по-едрото и масивно тяло при мъжките е характерен белег за полов диморфизъм. Въпреки това обаче представителите на двата пола от Карпатския подвид са приблизително еднакви. Рисът има силно тяло и високи здрави крака покрити с гъста козина. Козина расте дори между пръстите на лапите. Предните крайници са малко по-къси от задните. Ноктите са остри, силни, и закривени, представляват перфектен инструмент за залавяне на плячка. Те се прибират над възглавничките на пръстите и по този начин не оставят следа в отпечатъка на лапата. Ушите са триъгълни, на върха завършват с дълги черни косми наподобяващи четчици, а отстрани на главата има изразени бакенбарди, които при възрастните мъжки са по-добре изразени. Главата е кръгла, поставена на къса шия, на външен вид наподобява тази на каракала, но муцуната е по-къса. Лицевата част на черепа е сравнително къса с масивна долна челюст. Той има 24 млечни зъба.
Зъбната формула е:{\displaystyle {\frac {3.1.2.1}{3.1.2.1}}=28}. Млечните зъби са 24 на брой.
Има сравнително къса (20 – 31 cm) опашка, която завършва с черен връх. Окраската варира от жълтобелезникава до ръждивочервена. Лятната козина е относително къса, рижава до кафеникава на цвят. Представителите живеещи в южните части на ареала имат по-тъмна козина, по-къси крака и по-тънки лапи. Зимната козина е по-гъста и варира от сива до сребристо-сиво-кафява. По корема, шията и брадичката козината е бяла по всяко време на годината. Кожата по предната част на тялото и краката има множество кръгли черни петна. Броят и разпределението им по тялото е силно променлив. Петната варират по големина, форма и интензивност на оцветяване. Могат да бъдат кръгли, розетковидни, много бледи, в редки случаи дори липсват. Някои животни притежават тъмно кафява лента, която започва от челото и минава назад към гърба. В много случаи се наблюдава тенденция за увеличаване на петната и проявата на по-наситен черен цвят при южните представители на вида.

## Произход и еволюция
Според редица автори родоначалникът на всички съвременни видове рисове днес е Lynx issiodorensis. Той е населявал Южна Африка и е притежавал общи черти характерни за днешните Фелиди (Felis) и Рисове. Преди около 1,25 млн. години той преминава на север в Северното полукълбо. Предполага се, че в района на днешен Китай съвременният евроазиатски рис се е отделил и се разселва на запад. Достига Европа и постепенно измества обособилия се преди него иберийски рис до границите на Пиренейския полуостров. От населилия се общ предшественик в Северна Америка е произлязъл днешният червен рис, а от ледниково застудяване преди около 200 000 години представители на евроазиатския рис или по древни представители се преселват в Северна Америка. Тук те постепенно еволюират в днешния канадски рис.
Еволюция на род Lynx
|  | Lynx rufus – Червен рис                                                                         |
|  |                                                                                                 |
|  | \| \| Lynx lynx – Евроазиатски рис \| \| \| \| \| \| Lynx canadensis – Канадски рис \| \| \| \| |
|  |                                                                                                 |
|  | Lynx lynx – Евроазиатски рис                                                                    |
|  |                                                                                                 |
|  | Lynx canadensis – Канадски рис                                                                  |
|  |                                                                                                 |

|  | Lynx lynx – Евроазиатски рис   |
|  |                                |
|  | Lynx canadensis – Канадски рис |
|  |                                |

|  | Lynx rufus – Червен рис                                                                         |
|  |                                                                                                 |
|  | \| \| Lynx lynx – Евроазиатски рис \| \| \| \| \| \| Lynx canadensis – Канадски рис \| \| \| \| |
|  |                                                                                                 |
|  | Lynx lynx – Евроазиатски рис                                                                    |
|  |                                                                                                 |
|  | Lynx canadensis – Канадски рис                                                                  |
|  |                                                                                                 |

|  | Lynx lynx – Евроазиатски рис   |
|  |                                |
|  | Lynx canadensis – Канадски рис |
|  |                                |

Четирите вида са били приемани за отделни подвидове на риса, разпространени на обширна територия в Северното полукълбо. Днес те са отделени като самостоятелни, като евразийският обитава най-голям ареал и е най-едър от всички. Дълго време родът е класифициран като подрод на настоящия Felis. Поради тази причина и днес в по-стара специализирана литература рисът може да бъде срещнат като Felis lynx като често е описван с обобщените особени белези на известните днес видове.

## Систематика
Пълната класификация на подвидовете на риса все още не е напълно изяснена и продължава да се обсъжда. Известни са следните подвидове:
- Lynx lynx lynx, Източноевропейски рис (Скандинавски рис, Западносибирски рис, Северен рис). Разпространен в Скандинавия, Източна Европа, Западен Сибир.
- Lynx lynx carpathicus, Карпатски рис. Първоначално разпространен от Великобритания до Черно море днес се среща в малки области в района на Карпатите и Централна Европа.
- Lynx lynx martinoi (Lynx lynx balcanicus), Балкански рис. Разпространен на Балканския полуостров.
- Lynx lynx dinniki, Кавказки рис. Разпространен в Кавказ, Турция и Северозападен Иран.
- Lynx lynx wardi, Алтайски рис. Разпространен в Алтай.
- Lynx lynx wrangeli, Сибирски рис. Разпространен в Източен Сибир, Камчатка, Монголия и Манджурия. Това е най-многобройния подвид към който принадлежат около 80% от индивидите.
- Lynx lynx isabellinus, Хималайски рис (Туркестански рис). Разпространен в Тибет, Тян Шан и други планински райони на Централна Азия.
- Lynx lynx kozlovi, Байкалски рис (Иркутски рис). Разпространен в Централен Сибир, южно от езерото Байкал.
- Lynx lynx stroganovi, Амурски рис. Разпространен от Амурска област до Сахалин (Русия). На юг достига до Северна Корея и Североизточен Китай.
- †Lynx lynx sardiniae, Сардински рис (изчезнал през 1967 г.). В миналото разпространен на остров Сардиния.

## Разпространение
Ареалът, който населява евроазиатският рис е сред най-големите обитавани от представител на семейство Котки. Рисът е разпространен в гористи и планински райони на Европа и Азия. В Европа се среща на Скандинавския полуостров, Естония, Карпатите, Татрите, Беловежката гора (Полша), Централна Европа (няколко малки и нестабилни популации), Алпите, Пиренеите, Балканския полуостров и Кавказ. На много от местата в Европа през XX век видът е реинтродуциран. Азиатската популация съставлява над 90% от общата численост на риса. Разпространен е в Урал, Сибир, остров Сахалин, Монголия, Китай, Корейския полуостров, Тибет, и други планини в Централна Азия. Популациите в крайните югоизточни части на Азия и почти цяла Европа са малки и фрагментирани, докато на север остават почти непроменени.

### В Азия
В Русия популацията на риса е сред най-многочислените. Основната част от тях обитава Сибир като ареалът му достига до Тихия океан включително и остров Сахалин. В европейската част на страната територията на риса преминава към тази от страните във Феноскандия и Прибалтика, а в Азия на юг към централната планинска част на континента. В резултат на изсичането на равнинните гори в Русия границата на ареалът му в страната се е изместил с 200 – 300 km на север. В Китай рисът е разпространен в провинциите Гансу, Цинхай, Съчуан и Шънси. В Азия е разпространен и в Иран, Монголия, КНДР, Казахстан, Узбекистан, Туркменистан, Киргистан, Таджикистан, Афганистан, Непал и в планинските области Ладакх и Джаму и Кашмир. Пространствено изолиран е кавказкият подвид Lynx lynx dinniki. Той се среща в страните от Кавказ и Турция.

### В Европа
В европейските страни най-многочислен е рисът в страните от Скандинавския полуостров и Прибалтика, следван от района на Карпатите, Алпите, Далмация и накрая Балканите. В останалите части на континента рисът е изчезнал в резултат на избиването му от хората или се среща рядко с нестабилни популации. В района на Пиренеите в миналото ареалът се е застъпвал с този на иберийския рис. Във Великобритания рисът е изчезнал преди около 4 хил. години, а в Белгия и Холандия през Средновековието. В Германия последният рис е забелязан през 1850 г., във Франция през 1900 г., а в Швейцария през 1915 г. В Италия видът изчезва в началото на двадесети век, но малка популация успява да се запази и до днес в централната част на страната. Тук на остров Сардиния изчезва и един от съвременните подвидове на вида.
Популацията на Скандинавския полуостров в средата на XX век значително намалява, но благодарение на защита и контролиран лов се увеличава. През 2008 г. във Финландия рисовете наброяват около 2000. Това е и страната с най-многобройна популация в Европа. В Швеция рисовете са около 1400 през 2006 г., а в Норвегия са около 409 – 439 броя.
В Прибалтика най-многочислен е видът в Естония. През 2001 г. наброява около 900 индивида. През 2005 г. рисовете в Латвия наброяват 700, разпространени в Курландия и Видземе. В Полша през 2005 – 2006 г. популацията на риса била малко над 100 индивида.
В района на Карпатите Румъния е страната с най-голяма численост на риса. Тя се доближава до тази на Финландия. В Словакия се среща основно в националните паркове на страната на надморска височина 800 – 1000 m. В Чехия видът почти изчезва, но благодарение на интродукция от Словакия днес наброява около 65 до 105 индивида.
Рисовете в района на Юлийските Алпи и Динарските планини наброяват около 130 – 200 представители. Видът е бил на границата на изчезването, но благодарение на интродукция през 1973 г. от Словакия числеността му се запазва и остава сравнително стабилна. Днес рисовете в Словения наброяват около 40, в Хърватия 40 – 60, а в Босна и Херцеговина повече от 50.
Балканската популация на риса е разпространена в Черна гора, Албания, Косово, Северна Македония и вероятно Гърция и България. Предполага се, че наброяват около стотина като основната част от балканския рис обитава района на Западна Македония и Албания.

#### В България
Сигурни сведения за съществуването на риса по българските земи са открити при археологически разкопки на древни поселения. Кости от рис са открити в пласт датиран от ранен плейстоцен в палеонтологичното находище Козарника (община Белоградчик). При проведени през 1915 г. разкопки на Деневата могила край шуменското село Салманово е открита лява половина от долна челюст на рис. В България са намерени останки от най-малко 5 фосилни вида рисове. Последната находка на L. lynx е намерена през 2016 г. в центъра на гр. София и с възраст 16 – 19 в. н.е.
В миналото Странджа е била главно обиталище на риса в България. Рисът, макар и по-рядко, се среща и из Бургаско, Панагюрско, Твърдишкия балкан, Влахина планина и на други места. В Стара планина последният известен рис е отстрелян през 1902 г. във Върбишкия Балкан, а за последно рис в Странджа е убиван през 1913 година. Последният известен индивид в страната е убит през 1941 г. в Парангалица от немски войници.
През 1980-те години в България са правени опити за реинтродукция на екземпляри в находища в Стара планина, от които преди това е изчезнал. Поради потайния начин на живот, който дивата котка води, някои експерти смятат, че през втората половина на XX век в България са се запазили няколко типично български екземпляра в районите на река Ропотамо, Странджа и в Южен Джендем в Стара планина.
През 1980-те години видът е реинтродуциран в сръбската част на Западна Стара планина, където има стабилна популация. В началото на 21 век в района на Берковица са се появили следи от рис, смятан за изчезнал от територията на България. Предполага се, че те са от екземпляри, преминали през границата със Сърбия. Съществува опасност повторното заселване на рисове да бъде застрашено от евентуалното изграждане на ски комплекс в подножието на връх Ком.
През 2003 г. се появяват данни за рисове в района на Трън, Етрополска Стара планина и Странджа. През 2006 г. в Странджа е записан звук от рис в размножителен период. През 2008 г. е отстрелян по невнимание в района на Чупрене близо до Белоградчик, мъжки екземпляр с марка на ухото, а по-късно същата година с помощта на фотокапан е заснет рис в природна среда, маркиращ територия. Това говори, че той трайно обитава това място. През февруари 2009 г. в българската част на планината Осогово е заснета двойка рисове, боричкащи се по време на размножителния период. През 2009 година е заснет рис и в българската част на Странджа. В края на октомври 2012 г. отново се появяват сведения за рисове в Осоговската планина край Кюстендил. На 28 февруари 2014 г. чрез фотокапан е заснет рис и пак в Осогово. Само след 3 дни ловци забелязват следи на рисове в Трънско край границата. Информацията от снимките и видеоклипчетата, заснети от фотокапани, говори за няколко риса, които се завръщат в България от западната ни съседка през февруари. Те се размножават у нас. На снимките са запечатани два мъжки риса и една женска. През лятото на 2015 г. при теренни проучвания са открити следи на рис и в Рила. През април 2016 г. рис е наблюдаван близо до Стакевци в Западна Стара планина. В същия район присъствието му е доказано през 2004 – 2005 г. В края на януари 2019 г. рис е заснет от ловец в Западна Стара планина. През март 2019 г. е направен видеоклип на рис и до село Факия в Странджа.
Все още не е изяснено към кой подвид спадат екземплярите срещани в България. Предполага се, че в България представителите са от два подвида. В района на Стара планина вероятно се среща карпатския подвид, а планините Руй, Малешевска, Осогово, Влахина, Рила и областта Краище са обитавани от балканския рис. Рисовете, населяващи Странджа най-вероятно са от вида източноевропейски рис (Lynx lynx L.). Съществува вероятност странджанските рисове да са свързани и със събратята си от Кавказ. Според Диана Златанова е възможно и рисът никога да не е изчезвал от Странджа, но това не може да бъде потвърдено.

## Местообитание
Рисът е представителят на семейство Коткови, който обитава най-разнообразни хабитати от всичките му представители. Предпочита тъмни гори, тайга, планински, хвойнови и широколистни гори с гъст подлес, лесостеп и лесотундра. По северните склонове на Хималаите достигат на надморска височина от 2500 метра, където е характерна алпийска тундра и скалисти райони, а в района на Тибетското плато местообитанията имат пустинен характер. Обикновено тези райони са обитавани от Lynx lynx isabellinus, който е единствения подвид пригоден за живот в по-открити пространства. Въпреки че е потайно животно рисът не се страхува от човека. Той може да обитава и вторично залесени гори и сечища, а в години през които гладува е възможно да влезе в села и дори големи градове.

## Социален живот
Рисовете са нощни животни и много рядко ловуват през деня. Нормално в тази част на денонощието те спят в гъсталаци или други места за укриване. Възрастните живеят уединено. Рисът е териториално животно, което не е склонно да извършва големи миграции. Единствено липсата на дивеч в даден район го принуждава да се мести. Ловната площ на евроазиатския рис варира в рамките на 20 (в Карпатите) до 2780 km² (в Скандинавия) и зависи от наличието на плячка. Мъжките обхождат по-голяма площ от женските. Ловните площи на представителите на двата пола частично се припокриват. като обикновено тази на мъжките се припокрива с територията на две три женски. Границите се маркират с урина, изпражнения или с нокти по дънерите. За една нощ могат да обходят средно по 20 km (1 – 45 km.). Обикновено рисът има няколко пътеки, които редовно обхожда; места за почивка и сън; както и предпочитани места за лов. През отделните сезони големината на територията може да варира в значителни граници в зависимост от наличието на плячка. Женските, отглеждащи малки, обхождат по-малка територия, която по време на кърменето и отглеждането на младото поколение може значително да намалее.
В повечето случаи рисът живее поединично. Събират се на двойки в периода на разгонване. Когато напада животните или се предпазва, той дебне като котка. За да избегне опасностите, обикновено се връща по пътя, по който е минал по-рано. Това улеснява ловците, когато го преследват, особено зимно време. Стъпките му са много характерни: по-големи са от тези на вълка, правилно кръгли и се отличават от тях по това, че нямат отпечатък от ноктите. Отпред са затъпени. Ако няколко риса се движат заедно, всички те стъпват в едни и същи стъпки, както на отиване, така и на връщане. Това твърде много затруднява наблюдателя, защото не може да се определи посоката, по която са минали животните. Рисът може да се движи продължително, без да се уморява. Той най-често върви или тича с лек тръс, а големите скоци са много по-редки. Катери се много добре и може да плува. Има извънредно силно развит слух и чудесно разпознава подозрителни звуци от дълги разстояния. Може да дебне като чува своята плячка под дебел слой сняг. Обонянието е сравнително по-слабо, но въпреки това може да подуши дивеч от неколкостотин метра. Осезанието се активизира чрез мустаците. Зрението е превъзходно и му позволява да вижда жертвата си от разстояние 1000 метра.
Евразийският рис издава редица звуци, които по време на извънразмножителния период са тихи. Те представляват мяукане, съскане, ръмжене и мъркане. По време на чифтосването звуците, които издават са по-силни и представляват дълбоко ръмжене на мъжките и силно мяукане от страна на женските. Рисовете са изключително потайни животни. Възможно е да останат незабелязани в даден район в продължение на години. Единствено останките от кости и следите в снега могат да подскажат за наличието му в района.
С изключение на вълците рисовете нямат други естествени врагове. Описани са случаи на нападение от тигри или смъртни случаи в резултат на нараняване от рога на копитни бозайници вследствие на неуспешен лов. Освен с тигри, ареалът на местообитание на риса частично се застъпва и с този на леопарда и барса. Въпреки това обаче не са регистрирани случаи на агресия и борба между различните видове котки.

## Хранене
Рисът ловува основно различни видове зайци и мишевидни гризачи. Напада и по-едри животни като глухари, сърни, диви кози, елени, малки лосове и диви свине. В района на Близкия изток в менюто му влизат и марали. Ловува също и домашни котки, кучета, лисици и енотовидни кучета. Проявява природна ненавист към лисиците и ги убива дори когато е сит. Подобно на останалите видове котки при ловуването на по-едра плячка поема и по-голям риск от нараняване. Поради тази причина ги улавя рядко и то предимно през зимата, когато храната е по-ограничена. След като убият плячката, в случай, че тя е по-дребна рисовете може да си играят с нея. Макар и неохотно рисовете се хранят и с мърша. Възрастните рисове изяждат средно по 1,1 – 2,5 килограма на ден. Обикновено ловува толкова животни, колкото успява да изяде през деня. Ако плячката е по-едра я скрива под снега, заравя я в земята или я прикрива с шума. Това обаче го прави доста неумело и труповете често се оказват открити от по-дребни хищници. Нерядко рисове са пропъждани от росомахи, които изяждат уловената плячка. Рисът ловува от засада като се хвърля със скок към минаващото животно. Преследването на жертвата не продължава повече от 80 метра, поради това, че рисът бързо се уморява. През зимата този начин се затруднява и се налага котката да обхожда по-дълги разстояния в търсене на по-едри жертви. Тези, които обитават планински местности през зимата се спускат в равнините. По този начин те избягват и райони, в които вълците доминират. Наблюдавани са случаи, в които рисове биват убивани и изяждани от вълци. През Втората световна война е регистрирано увеличение на вълците в източна Словакия. Рисовете от района бързо мигрират в други посоки с цел избягване на конкуренция и междувидови конфликти. През есенно-зимния период зайците и сърните представляват около 70% от неговата плячка. В райони, където копитните животни са малко в менюто му преобладават птици, зайци и дребни влечуги. Малките на копитни бозайници преобладават през пролетта и лятото, когато растат и са все още неопитни. В някои горски места, където наблизо има селища е възможно да напада и овце, кози и телета, като понякога умъртвява по няколко наведнъж. Плътността на популацията на риса зависи от наличието на плячка в района на местообитание. В гъсто населени райони човекът е единствения фактор определящ гъстотата на популацията. При изследване проведено в Полша е установено, че съотношението между мъжките и женските екземпляри е приблизително еднакво. Възрастните самци представляват 29% от популацията, женските в разплодна възраст са 23%, малките рисове с майка са 35%, а подрастващите 12%.
В случай на недостатъчно храна рисовете са склонни да извършват миграции с цел откриването на местообитания с по-богати хранителни източници. По този начин през 1939 г. рисове мигрирали към полуостров Камчатка и до към 1950-те години трайно се населили по целия полуостров. Подобно разселване е наблюдавано през 1970-те и 1980-те години на юг в Поволжието.

## Размножаване
Любовният период продължава от януари до април и обикновено женската се разгонва само веднъж с продължителност от четири до седем дни. Мъжките покриват многократно женските, като при половия акт се предизвиква овулация. Ако малките загинат, тя се разгонва и копулира за втори път през сезона. Нормално самката се покрива от няколко мъжки, като в този период те нерядко влизат и в двубои помежду си. Бременността трае 67 – 74 дни. Изграждат гнезда в корени или клони на паднали дървета, ровове или други уединени места. Долната повърхност е покрита с пера, козина или суха трева.
Раждат през май или началото на юни две – три малки, много рядко и по четири, които са слепи и глухи. Проглеждат след 12 дни и бозаят до три месеца, но напълно се отбиват към петия-шестия месец. Котетата постепенно преминават на твърда храна към 6 – 7 седмица. На тази възраст започват да напускат и леговището. Новородените тежат 250 – 300 грама. Първоначално космената покривка е едноцветна сиво-кафява, а характерната окраска се оформя до към 11-ата седмица от възрастта. След откърмянето им майката ги храни с мишки и малки птици. Всички грижи в отглеждането на малките се поемат от самката. Остават с майката до следващото ѝ разгонване. При отделянето от майката отрасналите рисчета са с тегло 9 – 14 kg. Половата зрялост при женските настъпва след две, а при мъжките след три години. Продължителността на живота му на свобода е до 17, в зоологически градини и до 25 години. При новородените и подрастващите се наблюдава висока смъртност. Около 50% от тях не доживяват до зрялост. В голямата част от ареала си рисовете са жертва на пътнотранспортни произшествия и бракониерство.

## Здравни проблеми
Подобно на всички представители на семейство Котки, евроазиатските рисове боледуват както от характерните за семейството заболявания, така и от специфични болести, свързани с местообитанията, антропогенния фактор и начина на живот на вида. При изследване, проведено в Швеция, на 106 намерени мъртви риса в периода 1993 – 1999 г. са установени антитела на няколко причинителя на заболяване. Такива са причинителите на панлевкопенията, инфекциозен перитонит, инфекциозен ринотрахеит, левкоза, туларемия и анаплазмоза. При някои от заболяванията като например парвовирусната инфекция и панлевкопенията заразяването става при контакт с домашни котки.
Паразитните заболявания са също често срещани сред евроазиатските рисове. Те биват както ендо-, така и екзопаразитози, причинени от представители на различни класове безгръбначни животни. При изследване на материали от 42 риса, проведено в периода 1999 – 2002 г. в Латвия, са открити шест вида ендопаразити. Това са Taenia pisiformis и Toxocara mystax в стомашно чревния тракт, Capillaria aerophila в трахеята и бронхите, Capillaria felis-cati в пикочно-половите пътища, Trichinella spiralis в скелетната мускулатура и нематоди в жлъчния мехур. При изследване на сто фекални проби през 2001 – 2006 г. в полската част на Беловежката гора е установено значително разнообразие на чревни паразити. При проучването 73% от пробите са били обсеменени с яйца или ларви на десет вида паразита. Това са три представителя на цестодите (Diphyllobothrium latum, Spirometra janickii и един неидентифициран вид), един трематод (Alaria alata, дотогава неустановяван при рис) и шест нематода (Aelurostrongylus abstrusus, Ancylostoma tubaeforme, Eucoleus aerophilus, Metastrongylus sp., Nematodirus sp. и Toxocara cati).
През последните години са установени и случаи на инфекциозни заболявания, които не са характерни за котките. Такава е болестта Борна, регистрирана през 2000 г. при свободно живеещ рис в Швеция. В края на 2007 и началото на 2008 г. в зоопарк в Белгия умират два риса, заразени със син език. При епизоотичното проучване е установено, че мъртвите животни са хранени с преживни животни от близки ферми, в които е регистрирано заболяването. Последното е пример за антропогенното въздействие.

## Природозащитен статус и опазване
Приема се, че в Европа (без Русия) популацията на евроазиатския рис наброява около 8000 индивида, а територията която обитава е изключително фрагментирана. Най-добро е състоянието в Скандинавия и Прибалтика. В Русия популацията наброява около 30 – 35 хил. риса, а в Монголия 10 хил. Макар че територията, която населява в Китай е голяма статутът на риса е слабо проучен, а правителството счита, че броят на котките ще намалее. При проучване на популацията на риса в 37 държави 30% от тях считат, че броя на рисовете ще намалее, 35% приемат популациите за стабилни, 14% са със стабилни популации с тенденция за леко увеличаване, в 16% броя на риса нараства, а 8% състоянието е неизвестно.
Днес във Финландия ловът на рисове е разрешен след издаването на специално разрешително. В Швеция обаче прекомерният лов в миналото и преминала епизоотия от панлевкопения сред рисовете се отразяват неблагоприятно и популацията в страната все още носи тези последици. През 1950-те години състоянието на популацията на риса достига до критичен минимум. Оттогава благодарение на взети мерки в някои райони броят на рисовете остава непроменен, на други се увеличава и населва нови територии, а в страни като Австрия, Франция, Италия, Словения, Швейцария, Хърватия и Чехия успешно са реинтродуцирани рисове.
През втората половина на 20 век Словакия се оказва важен донор в реинтродукцията на рисове в съседните на нея страни. След като в периода 1830 – 1890 г. рисът напълно изчезва от територията на днешна Чехия през 1945 г. е регистрирана миграция на рисове на територията на Моравия, които образуват нестабилна популация. В периода 1982 – 1989 г. в национален парк Шумава, намиращ се на границата с Австрия и Германия са реинтродуцирани 17 екземпляра (10 мъжки и 7 женски). Благодарение на тези процеси днес броят на рисовете в Чехия се движи в рамките на 65 до 105 индивида. В началото на XX век в динарската част на бивша Югославия рисът е почти изчезнал. През 1973 г. в горски район до град Кочеве (днес в Словения) са пуснати на свобода три женски и един мъжки рис от Словакия. Благодарение на тази програма днес се наблюдава относителна стабилност на рисовете в Словения, Хърватия и Босна и Херцеговина. Днес те са разпространени в словенските Алпи, в Горски котар, Велебит и района на Плитвишките езера в Хърватия, и в Динарските планини в западната част на Босна и Херцеговина.
През 20 век във Франция са реинтродуцирани рисове в района на Пиренеите и Вогезите. В Швейцария рисове са реинтродуцирани през 1971 г. Възможно е потомци от тези екземпляри да са населили и алпийските райони на Австрия. Процесът на реинтродукция в Швейцария се сблъсква с проблеми в резултат на бракониерството и заболяване на рисове от инфекциозни болести. През 1990-те рисове са реинтродуцирани в немската част на Шумава и национален парк Харц, Германия. Малки нестабилни популации има и в планински райони в близост до Чехия и Франция. За последно рис в планината Харц е наблюдаван през 1818 г. След реинтродукция на екземпляри през 1999 г. първите малки от тях се раждат през 2002 г. По-голямата част от реинтродуцираните рисове са от карпатския подвид. Единствено в националните паркове Харц и Кампиноски (Полша) са пуснати на свобода рисове от зоопаркове представители на различни подвидове, често и наследници на два и няколко подвида.
В границите на Европейския съюз рисът е включен в Приложение II и IV на Директивата за местообитанията на ЕС. За неговото опазване са създадени Зони под специална защита, част от екологичната мрежа „Натура 2000“.

## Взаимоотношения с хората
Думата „рис“ вероятно има праславянски произход от думата „lysь“. Възможно е значението на „lysь“ да е мотивирано от светещите очи на животното или е производна с вторично заменена в началото с „r“ означава риж, червеникав, шарен, пъстър. Възможно е да е производна на думата риса. Значението ѝ от старобългарската „ристати“ и староруската „рыскать“ е вървя бързо, бягам, блуждая се, шляя се. Името на дивата котка описва изключително добре начина ѝ на живот. Въпреки начина на изписване думата във всички славянски езици звучи по един и същи начин. Името на национален парк Рисняк в Хърватия вероятно произлиза от думата рис, който в резултат на успешна реинтродукция днес отново се среща в него.
В случай, че дивечът в района е достатъчно, рисовете остават на това място без да извършват дълги преходи в търсенето му. Според ловджиите щом в даден район се е заселил рис, означава, че дивечът се е увеличил. Рисът притежава красива и ценна кожа. Дълго време е смятан за вредител, който трябва да бъде унищожаван. На много места в миналото месото от риса е смятано за деликатес и е консумирано от хората. В Древна Русия е присъствало задължително на болярски и княжески пиршества. Рисът напада рядко хора, само когато е наранен, уловен или болен от бяс.
Рисът се оказва проблем за овцевъдството в някои страни. В периода 1992 – 1995 г. са регистрирани по около 5000 нападения годишно на рисове над овце в Норвегия. Франция е на второ място по загуби с по около 200 овце годишно. Други страни в които рисът нанася щети на овцевъдството са Швейцария и Австрия. Повечето от страните губят годишно по 10 до 100 овце нападнати от хищните котки. Нападенията се наблюдават през летния период, когато стадата овце са изведени на планински пасища в близост до местообитанията на рисовете. С изключение на Норвегия обаче, загубите по добитъка нанесени от риса са доста ниски в сравнение с тези нанесени от други хищни животни.
На рисът е отделено място и в нумизматиката. Той бива изобразяван на обратната страна на юбилейни монети с малък тираж с ценна нумизматична стойност. През 1990 г. като част от серия „Застрашени животни“ БНБ пуска монета с номинал от 25 лв с изображение на два риса. Рисът в Македония се счита за национален символ на страната. Изобразен е на монетите от 5 денара в обращение от 1993 г.

### В културата
Немалко местни поговорки споменават за превъзходното зрение на риса. Благодарение на него той стои далеч от хората, а ако се приближи, то е по-скоро от любопитство. В българската народна традиция рисът не е толкова популярен хищник, както са вълкът и лисицата. Въпреки това обаче той се смята за много опасен поради особената си смелост да напада дори едрия добитък. Появи ли се някъде, причинява големи щети и не може да бъде уловен. Българите вярвали, че може да се пропъди само с магия. Причислява се към нечистите (дяволски) животни. В Скандинавската митология богинята на любовта или красотата Фрейя често е изобразявана в колесница, теглена от две котки (рисове или норвежки горски котки).
Едно от 88-те съзвездия е Рис. Обосновката на Ян Хевелий за избора на това име се дължи на факта, че звездите от съзвездието са много слаби. Било необходимо човек да има зрение като на рис, за да ги види.